# Dipcadi glaucum
Dipcadi glaucum är en sparrisväxtart som först beskrevs av William John Burchell och Ker Gawl., och fick sitt nu gällande namn av John Gilbert Baker. Dipcadi glaucum ingår i släktet Dipcadi och familjen sparrisväxter. Inga underarter finns listade i Catalogue of Life.